# NGC 1582
NGC 1582 је расејано звездано јато у сазвежђу Персеј које се налази на NGC листи објеката дубоког неба.
Деклинација објекта је + 43° 44' 36" а ректасцензија 4h 31m 39,0s. Привидна величина (магнитуда) објекта NGC 1582 износи 7,0. NGC 1582 је још познат и под ознакама OCL 407.